# Burgerlijk nationalisme

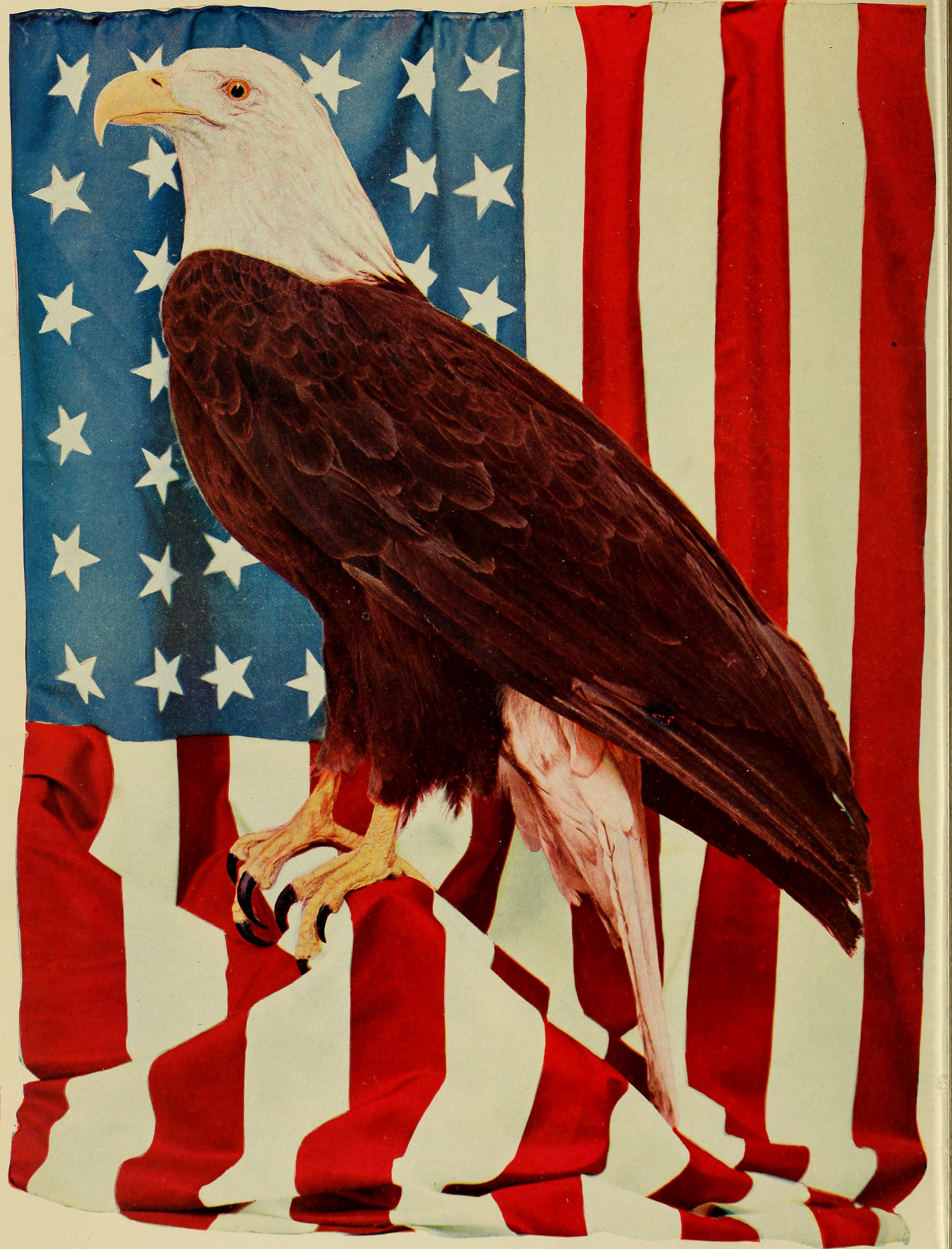
De zeearend, een van de nationale symbolen van de Verenigde Staten van Amerika.

Burgerlijk nationalisme, ook bekend als ook burgerschapsnationalisme, civiel nationalisme, democratisch nationalisme en liberaal nationalisme, is een vorm van nationalisme dat zich richt op traditionele liberale waarden zoals vrijheid, tolerantie, gelijkheid en individuele rechten, en niet gebaseerd is op etnocentrisme. Burgernationalisten betogen vaak dat nationale identiteit belangrijk is omdat individuen het nodig hebben als een gedeeld aspect van hun identiteit om een zinvol en autonoom leven te leiden. Ze stellen ook dat een democratisch geregeerde staat een nationale identiteit nodig heeft om goed te kunnen functioneren.
Dit soort nationalisme wordt vaak tegenover etnisch nationalisme geplaatst. Volgens Donald Ipperciel speelde burgerlijk nationalisme een belangrijke rol in de ontwikkeling van moderne constitutionele en democratische regeringsvormen, terwijl etnisch nationalisme vaker werd geassocieerd met autoritair bestuur en zelfs dictatuur. Toch benadrukt Umut Özkırımlı dat 'burgerlijke' naties net zo intolerant en wreed kunnen zijn als zogenaamde 'etnische' naties, verwijzend naar historische voorbeelden zoals de Jacobijnse vervolgingen in Frankrijk die door twintigste-eeuwse fascisten werden gebruikt.
Een burgerlijke natie is een politieke identiteit gebaseerd op gedeeld burgerschap binnen de staat. Ze definieert zichzelf niet door cultuur, maar door politieke instellingen en liberale principes die haar burgers beloven te handhaven. Het lidmaatschap van een burgerlijke natie staat open voor elke burger, ongeacht hun cultuur of etniciteit; zij die deze waarden delen, worden beschouwd als leden van de natie. Bijvoorbeeld, volgens artikel 66 van de Turkse grondwet, worden degenen die het Turkse staatsburgerschap verkrijgen beschouwd als een "Turk", zelfs als hun etniciteit niet Turks is.
In theorie heeft een burgerlijke natie of staat niet als doel de ene cultuur boven de andere te promoten. De Duitse filosoof Jürgen Habermas heeft betoogd dat immigranten naar een liberaal-democratische staat niet hoeven te assimileren in de gastcultuur, maar alleen de principes van de grondwet van het land (constitutioneel patriottisme) hoeven te accepteren.

## Geschiedenis
Burgerlijk nationalisme heeft zijn wortels in de tradities van rationalisme en liberalisme, en staat in contrast met etnisch nationalisme. Ernest Renan wordt vaak gezien als een vroege voorstander van burgerlijk nationalisme. Filosoof Hans Kohn was een van de eersten die in zijn publicatie "The Idea of Nationalism: A Study in Its Origins and Background" uit 1944 onderscheid maakte tussen burgerlijk nationalisme en etnisch nationalisme. Het lidmaatschap van een burgerlijke natie wordt beschouwd als een vrijwillige keuze, zoals Renan het omschreef in zijn klassieke definitie in "Qu'est-ce qu'une nation?" als een "dagelijks referendum" gekenmerkt door de "wil om samen te leven". Burgerlijk-nationale idealen hebben de ontwikkeling van representatieve democratie beïnvloed in landen als de Verenigde Staten en Frankrijk (zie de Amerikaanse Onafhankelijkheidsverklaring van 1776 en de Verklaring van de Rechten van de Mens en de Burger van 1789).
Bewegingen zoals de Corsicaanse nationalistische beweging, georganiseerd rond de FLNC, hanteren een burgerlijke definitie van de Corsicaanse natie ("destiny community") in navolging van Pasquale Paoli en de ideeën van de Verlichting. De Scottish National Party en Plaid Cymru, die streven naar onafhankelijkheid van hun respectievelijke naties binnen het Verenigd Koninkrijk, identificeren zichzelf als burgerlijk-nationalistische partijen en pleiten voor de onafhankelijkheid en volkssoevereiniteit van hun volk, niet van individuele etnische groepen. Republikeins Links van Catalonië ondersteunt een burgerlijk Catalaans onafhankelijkheidsdenken en verdedigt een Catalaanse republiek gebaseerd op republikeinse en burgerlijke waarden binnen een diverse samenleving.
De Unie van Cyprioten omarmt een Cypriotisch nationalisme, een burgerlijk nationalisme gericht op de gedeelde identiteit van Grieks-Cyprioten en Turks-Cyprioten. Dit benadrukt de gezamenlijke cultuur, erfgoed en tradities van beide gemeenschappen, evenals hun economische, politieke en sociale rechten. De Unie pleit ook voor de hereniging van Cyprus en het beëindigen van externe inmenging door Griekenland, Turkije en Groot-Brittannië.
Buiten Europa wordt de term ook gebruikt om de Republikeinse Partij in de Verenigde Staten tijdens het tijdperk van de burgeroorlog te beschrijven. Het burgernationalisme deelt enkele aspecten van het Zwitserse concept van "Willensnation", wat Duits is voor "natie door wil". Dit concept, bedacht door Carl Hilty, draait om gedeelde ervaring en toewijding van burgers.

## Varianten

### Staatsnationalisme
Staatsnationalisme is een variant van burgerlijk nationalisme, vaak (maar niet altijd) gecombineerd met etnisch nationalisme. Deze stroming impliceert dat de natie een gemeenschap is van mensen die bijdragen aan het behoud en de kracht van de staat, en dat het individu bestaat om aan dit doel bij te dragen. Het Italiaanse fascisme, onder leiding van Benito Mussolini, is een prominent voorbeeld, gekarakteriseerd door de slogan: "Tutto nello Stato, niente al di fuori dello Stato, nulla contro lo Stato" ("Alles in de staat, niets buiten de staat, niets tegen de staat"). Dit staat echter op gespannen voet met liberale idealen van individuele vrijheid en met liberaal-democratische principes. De creatie van een unitaire en centralistische Franse staat tijdens de Jacobijnse revolutie wordt vaak beschouwd als de originele vorm van staatsnationalisme. Een latere toepassing van staatsnationalisme is te zien in het Spanje onder het regime van Francisco Franco.
De term 'staatsnationalisme' wordt vaak gebruikt in conflicten tussen verschillende vormen van nationalisme, vooral wanneer een secessionistische beweging botst met een gevestigde 'natiestaat'. De separatisten gebruiken deze term om de legitimiteit van de grotere staat in twijfel te trekken, waarbij staatsnationalisme wordt gezien als minder authentiek en minder democratisch. Vlaamse separatisten verwijzen bijvoorbeeld naar het Belgisch nationalisme als staatsnationalisme. Baskische en Corsicaanse separatisten gebruiken deze term respectievelijk voor Spanje en Frankrijk. Er zijn geen objectieve criteria om te beoordelen welke zijde gelijk heeft, wat vaak resulteert in verdeelde bevolkingen met tegenstrijdige oproepen tot loyaliteit en patriottisme. Kritieken op het zogenaamde 'burgernationalisme' pleiten vaak voor het schrappen van de term, omdat deze vaak geassocieerd wordt met imperialisme (in het geval van Frankrijk), patriottisme of eenvoudigweg als een verlengstuk van 'etnisch' of 'echt' nationalisme wordt gezien.

### Liberaal nationalisme
Liberaal nationalisme is een vorm van nationalisme dat recentelijk is verdedigd door politieke filosofen die geloven dat er een niet-xenofobe vorm van nationalisme kan bestaan die in overeenstemming is met liberale waarden zoals vrijheid, tolerantie, gelijkheid en individuele rechten. Onder andere Ernest Renan, de auteur van "Qu'est-ce qu'une nation?", en John Stuart Mill worden vaak gezien als vroege voorstanders van liberaal nationalisme. Zij betogen vaak dat de waarde van nationale identiteit belangrijk is, omdat individuen deze nodig hebben om een betekenisvol en autonoom leven te leiden. Daarnaast stellen zij dat liberaal-democratische besturen een nationale identiteit nodig hebben om goed te kunnen functioneren.

## Kritiek
Yael Tamir heeft betoogd dat de grenzen tussen etnisch en burgerlijk nationalisme steeds vager worden. Ze stelt dat westerse democratieën zich vaak presenteren als vreedzamer en inclusiever dan ze daadwerkelijk zijn door het vaandel van het burgerlijk nationalisme te dragen. Dit leidt tot een zelfbeeld dat hen ontslaat van verantwoordelijkheid en hen mogelijk niet goed voorbereidt op het omgaan met interne conflicten.
Het onderscheid tussen etnisch en burgerlijk nationalisme heeft ook kritiek ontvangen van geleerden als Bernard Yack en Umut Özkırımlı. Yack verwerpt Renans idee van 'vrijwillige' burgerlijke nationaliteit als een illusie en betoogt dat dit een vertekend beeld geeft van de politieke realiteit, vergelijkbaar met de etnonationalistische mythen die het zou moeten bestrijden. Hij stelt vervolgens dat culturele herinneringen een integraal onderdeel vormen van elke nationale politieke identiteit.
Özkırımlı haalt Rogers Brubaker aan en argumenteert dat:
Aangezien alle naties aanspraak maken op een unieke plek in de geschiedenis en op bepaalde grenzen, alle nationale identiteiten enigszins uitsluitend zijn. In die zin kunnen alle naties als etnische naties worden beschouwd. Brubaker geeft aan dat er twee verschillende manieren zijn om cultuur te koppelen aan het etnisch-burgerlijke onderscheid. Als etnisch nationalisme smal wordt geïnterpreteerd, met de nadruk op afkomst, dan is er volgens Brubaker weinig etnisch nationalisme, aangezien een nadruk op gemeenschappelijke cultuur moet worden gecodeerd als een vorm van burgerlijk nationalisme. Als echter etnisch nationalisme breed wordt geïnterpreteerd, als etnisch-cultureel, terwijl burgerlijk nationalisme smal wordt geïnterpreteerd, als een culturele opvatting van burgerschap, dan ontstaat het omgekeerde probleem: burgerlijk nationalisme wordt dan eigenlijk buiten beschouwing gelaten, en bijna alle vormen van nationalisme worden geclassificeerd als etnisch of cultureel. Zelfs de paradigmatische voorbeelden van burgerlijk nationalisme, zoals Frankrijk en Amerika, zouden dan niet langer als zodanig worden beschouwd, aangezien ze een cruciaal cultureel element hebben.— Umut Özkırımlı, Contemporary Debates on Nationalism: A Critical Introduction, pp. 24-25.